# Meta Deutsch
Meta Deutsch (* 6. März 1891 in Darmstadt; † 16. April 1989 ebenda) war eine deutsche Grafikerin und Plexiglasradiererin.

## Leben und Werk
Nach der Schulzeit begann Meta Deutsch ihre künstlerische Ausbildung in der Malschule von Adolf Beyer in Darmstadt, die sie an der Städelschule in Frankfurt am Main und an der Akademie der Bildenden Künste in München fortsetzte.
Über die druckgrafische Technik der Radierung kam sie zur Arbeit mit Plexiglas.
Seit 1937 befand sich ihr Atelier auf dem Werksgelände der Firma Röhm & Haas. Sie beriet das Unternehmen in allen künstlerischen Fragen und arbeitete mit dem dort hergestellten Produkt Plexiglas.
Deutsch war die erste Künstlerin, die sich mit dem Material intensiv beschäftigte und künstlerisch experimentierte. Bis 1975 arbeitete sie in ihrem Atelier, von wo aus viele ihrer Werke den Weg in alle Welt fanden.
Themen ihrer erzählerischen Arbeiten, die aus feinstem Lineament bestehen, sind historische Architekturen, Genreszenen, Tiere, Blumen, Porträts und Sinnbilder.